# Свидетели Иеговы в странах постсоветского пространства
Международная организация свидетелей Иеговы на постсоветском пространстве является одной из самых быстрорастущих «новых» религиозных организаций.

## Азербайджан
Хотя организация свидетелей Иеговы имеет в Азербайджане официальную регистрацию, её последователи нередко подвергаются административному и уголовному преследованию, а также нападкам населения. В марте 2010 года двоих свидетелей Иеговы задержали в Баку.
В апреле 2010 года в Акстафинском районе были задержаны три женщины, распространявшие запрещённую литературу. По утверждениям азербайджанских СМИ, Министерство обороны Азербайджана обвинило свидетелей Иеговы в том, что они, в числе ряда прочих нетрадиционных религиозных организаций и церквей, сотрудничают с Армянской апостольской церковью и спецслужбами Армении.
По мнению некоторых обозревателей, данное обвинение придумано, так как Министерство обороны Азербайджана встревожено тем, что молодые представители организации отказываются служить в армии.

## Армения
Свидетели Иеговы действуют в Армении с 1975 года. В 1995 году они впервые обратились с просьбой о государственной регистрации в качестве религиозной организации, но получили её только в 2004 году после 15 отказов.
Конституция Армении с поправками, внесёнными в декабре 2005 года предусматривает свободу вероисповедания, однако, закон накладывает определенные ограничения на свободу вероисповедания приверженцев религиозных меньшинств. Религиозные организации обязаны проходить государственную регистрацию, в результате чего над ними осуществляется жёсткий государственный контроль. Армянская Апостольская Церковь, имеющая официальный юридический статус, как национальная церковь, пользуется некоторыми привилегиями, не доступными для других религиозных групп.
Военная служба в Армении является обязательной для всех мужчин. За годы независимости Армении 364 свидетеля Иеговы были осуждены за отказ служить в армии по религиозным мотивам. После того, как в 2004 году вступил в силу закон об альтернативной службе, 22 свидетеля Иеговы были направлены в больницы и сиротские приюты в качестве обслуживающего персонала, однако через пять месяцев они отказались служить, поскольку надзор над ними осуществляет Министерство обороны Армении, а также из-за необходимости подчиняться военным и полицейским приказам. Как отмечается в докладе Международной амнистии, служба под началом министерства обороны не является подлинно гражданской. Призванные на службу свидетели Иеговы возражают против ограничения свободы передвижения и необходимости носить военную форму во время такой службы. Пятнадцать свидетелей Иеговы были осуждены на сроки заключения от 2 до 3 лет по обвинению в дезертирстве и оставлении места службы. Проведя в тюрьме около 7 месяцев, они были выпущены на свободу. Однако, в большинстве случаев осуждённые за дезертирство свидетели Иеговы отбывают полный срок заключения, так как «в основе представления ходатайства о досрочном освобождении должно лежать сожаление о содеянном».
По данным Международной амнистии, на 1 ноября 2009 года в стране под заключением находились 71 свидетель Иеговы, осуждённый сроками от 2 до 3 лет за отказ от несения воинской повинности.
Государственный департамент США в отчете за 2009 год подверг Армению критике за осуществляемую, по мнению Госдепа, дискриминацию свидетелей Иеговы. В частности, критикуется правовое определение христианства в Армении как «веры в Иисуса Христа как в Бога и Спасителя и принятия Святой Троицы» (вероучение свидетелей Иеговы не подпадает под это определение), а также распространение листовок и показ телефильмов с критикой свидетелей Иеговы, именование организации свидетелей Иеговы сектой в средствах массовой информации.

## Белоруссия
В соответствие со ст. 31 Конституции Республики Беларусь, каждый имеет право самостоятельно определять своё отношение к религии, единолично или совместно с другими исповедовать любую религию или не исповедовать никакой, выражать и распространять убеждения, связанные с отношением к религии, участвовать в отправлении религиозных культов, ритуалов, обрядов, не запрещенных законом.
В соответствие со ст. 16 Конституции Республики Беларусь, религии и вероисповедания равны перед законом. Взаимоотношения государства и религиозных организаций регулируются законом с учетом их влияния на формирование духовных, культурных и государственных традиций белорусского народа. Запрещается деятельность религиозных организаций, их органов и представителей, которая направлена против суверенитета Республики Беларусь, её конституционного строя и гражданского согласия либо сопряжена с нарушением прав и свобод граждан, а также препятствует исполнению гражданами их государственных, общественных, семейных обязанностей или наносит вред их здоровью и нравственности.
Официально деятельность религиозной организации свидетели Иеговы в Белоруссии не запрещена. Но притеснения со стороны властей очевидны. Нарушениями законодательства считается распространение печатной продукции религиозного содержания в неустановленных местах, осуществление религиозной деятельности за пределами территории общин и т. д.
«Настойчивость членов религиозной организации „Свидетели Иеговы“ вызывает недовольство у верующих других конфессий в Беларуси» — об этом заявил Уполномоченный по делам религий и национальностей Леонид Гуляко на заседании коллегии Аппарата Уполномоченного по делам религий и национальностей по итогам 2013 года.

## Грузия
Свобода вероисповедания гарантирована Грузинской Конституцией. Между тем, в стране сильно влияние Грузинской православной церкви (ГПЦ), которая занимает особую роль в стране. В феврале 2001 года свидетели Иеговы в Грузии были лишены официальной регистрации. Такое положение создаёт значительные проблемы при ввозе религиозной литературы и строительстве богослужебных зданий (Залов Царства).
В 2002 году один из членов Грузинского парламента Гурам Шарадзе возглавил движение за запрет деятельности свидетелей Иеговы в Грузии, за что подвергся серьёзной критике со стороны защитников прав человека и политиков-реформистов.
Бывший священник ГПЦ (был отлучён от церкви в 1995 году) Басили Мкалавишвили, основавший после изгнания свою собственную секту, в 1999—2004 годы вместе со своими сторонниками устраивали серию погромов против свидетелей Иеговы и баптистов. Погромы сопровождались сожжениями религиозной литературы и избиениями. Несмотря на неоднократные обращения потерпевших в прокуратуру с жалобами на Мкалавишвили, он был арестован только в марте 2004 года.
Налёты на молитвенные здания и жилые дома лидеров организации свидетелей Иеговы совершались в том числе и членами православной религиозно-экстремистской группой «Джвари».
Подобные налёты на религиозные встречи собраний свидетелей Иеговы совершались и в последующие годы. На 2010 год здания Залов Царства нередко подвергались актам вандализма. Сообщалось также о случаях избиения свидетелей Иеговы.
В то же время 7 июля 2011 года Парламент Грузии в третьем чтении принял поправки к гражданскому кодексу, дающие возможность любым религиозным организациям, имеющим официальный статус хотя бы в одной стране — члене Совета Европы, получить в Грузии юридический статус («субъекта публичного права»). Решение парламентариев, уравнивающее в правах все религиозные конфессии, вызвало недовольство иерархов Грузинской Православной Церкви и Патриарха Илии II.
Согласно данным Государственного департамента США, на ноябрь 2010 года в Грузии не зафиксировано ни одного узника совести по религиозным мотивам.
В 2021 году грузинские свидетели Иеговы сообщили о 6 случаях, а в 2022 году — о 9 случаях преспуплений против них (включая насилие, вандализм и кражу). В Абхазии и Цхинвальском регионе на деятельность свидетелей Иеговы введён частичный запрет.

## Казахстан
Первые свидетели Иеговы появились в Караганде и Жезказгане в 1940-х годах в результате репрессивных действий советской власти, отправлявшей ссыльных в казахские степи. После этого свидетели распространились практически по всему Казахстану. Позже в Казахстан приезжали также люди, ранее сосланные в Сибирь, поскольку климат более мягкий. Бурный рост численности организации пришёлся на 1990-е годы. В 1991 году в Алма-Ате на стадионе АДК прошёл международный конгресс свидетелей Иеговы. В 1992 году началась официальная регистрация местных общин, в 1997 году был зарегистрирован республиканский филиал в Алма-Ате. В 2012 году все общины прошли перерегистрацию.
Свидетели Иеговы также осуществляют свою деятельность в Казахстане. Неоднократно против деятельности свидетелей Иеговы выступали компетентные органы, которые изредка находили изъяны в их работе, противоречащие действующему законодательству, и подвергали штрафам, прекращали их деятельность или даже выдворяли из страны. Несмотря на это, религиозная организация продолжает свою работу по всему Казахстану. Руководство организации в Казахстане находится в городе Алматы, которое координирует и контролирует филиалы, имеющиеся во всех областных центрах. Всего в Казахстане функционируют 60 филиалов свидетелей Иеговы. Все они без особых проблем прошли перерегистрацию в соответствии с требованиями нового закона о религии, принятого в конце 2011 года, когда все религиозные организации были обязаны были пройти перерегистрацию. Наиболее крупные общины расположены в городе Алматы, Южно-Казахстанской, Восточно-Казахстанской, Жамбылской, Карагандинской, Костанайской и Актюбинской областях.
В 2013 году на брифинге председатель агентства по делам религий Кайрат Лама Шариф сообщил что свидетели Иеговы чаще других религиозных объединений нарушают закон в Казахстане, также выявляются факты распространения религиозной литературы вне установленных местах, в том числе на улицах и подъездах.
3 октября 2014 года прошёл день открытых дверей в главном центре свидетелей Иеговы в Алма-Ате, который посетили сотрудники акимата города Алматы во главе с руководителем Управления по делам религий Нуржаном Жапаркулом и представители иностранных дипломатических миссий. Проведена экскурсия по зданию, подарены книги Библии, переведённые на казахский язык по учению свидетелей Иеговы.

## Кыргызстан
На январь 2025 года свидетели Иеговы в Кыргызстане не имели судебных запретов на свою деятельность.

## Таджикистан
После завершения гражданской войны в 1997 году, организация свидетелей Иеговы в том же году была официально зарегистрирована. В октябре 2007 года её деятельность на территории страны была приостановлена, а ровно через год запрещена. Ранее в июле 2007 года в стране была запрещена литература свидетелей Иеговы по причине того, что «эти издания пропагандируют экстремизм». С тех пор все попытки организации получить перерегистрацию в Комитете религии, упорядочения национальных традиций, торжеств и обрядов не были успешными.
Официальной причиной запрета организации было названо нарушение закона «О религии и религиозных организациях» Таджикистана. По словам начальника отдела информации и анализа главного управления по делам религий Министерства культуры Таджикистана Саидбека Махмадуллаева, миссионерская деятельность свидетелей Иеговы по принципу «от двери к двери» и их призывы отказываться от несения воинской обязанности противоречат законодательству Таджикистана. Деятельность свидетелей Иеговы в Таджикистане уже была приостановлена на три месяца в 2002 году по тем же причинам.

## Туркменистан
В закрытом Туркменистане свидетелям Иеговы, как и почти всем другим религиям, кроме Русской православной церкви Московского патриархата (см. Патриаршие приходы в Туркмении) и суннитов-ханафитов (под руководством Духовного управления мусульман Туркменистана), отказывают в официальной регистрации, и соответственно приверженцы любых других религий кроме двух вышеуказанных не имеют законных оснований для открытого отправления своей службы, и фактически являются вне закона. Нет достоверных данных о численности представителей этой религии в этой стране, и скорее всего, их всего несколько сот человек, и сосредоточены они в основном в крупных городах. Молодых свидетелей Иеговы, отказывающихся проходить обязательную военную службу в рядах Вооружённых сил, регулярно приговаривают к лишению свободы, считая их уклонистами и дезертирами. В стране нет закона об альтернативной гражданской службе, что ещё больше отягощает положение не только свидетелей Иеговы, но и вообще всех пацифистов.

## Узбекистан
Статья 5 закона «О свободе совести и религиозных организаций» Узбекистана запрещает миссионерскую деятельность и прозелитизм, которые являются неотъемлемой частью религиозной деятельности свидетелей Иеговы. В соответствии с требованиями действующего законодательства Узбекистана, религиозная литература может использоваться только зарегистрированной религиозной организацией в пределах её юридического адреса. Таким образом, проведение собраний по изучению религиозной литературы в частных домах, согласно действующему законодательству, является преступлением.
Кроме того, закон запрещает религиозные встречи, ввоз и распространение литературы незарегистрированных групп. Организация свидетелей Иеговы не имеет законной регистрации в стране, поэтому ввоз в страну религиозной литературы и её распространение незаконны.
Известны случаи, когда свидетели Иеговы предстают перед судом за «миссионерскую деятельность и прозелитизм» и за «возбуждение религиозной вражды». По мнению экспертов обвинения, взгляды свидетелей Иеговы подрывают национальную безопасность, побуждая «граждан не участвовать в политике и не работать в государственных учреждениях». Эксперты также обвиняют свидетелей Иеговы в неуважении к «государственной символике — гимну, флагу, гербу, поклонение которым они считают идолопоклонством». Кроме того, им вменяется проповедование среди молодежи уклонения от военной повинности.
В июле 2014 года в городе Намангане сотрудники милиции выявили группу свидетелей Иеговы, незаконно занимавшихся религиозной пропагандой.
В течение 90-х годов, вплоть до 1999 года, свидетели Иеговы несмотря на отсутствие официальной регистрации своей религиозной организации, открыто и регулярно проводили свои собрания по всей стране, довольно открыто проповедовали. В арендованных помещениях в Ташкенте открыто и регулярно проводились конгрессы, куда съезжались даже делегаты из соседних стран. Положение свидетелей Иеговы Узбекистана начало ухудшаться после начала «закручивания гаек» во всех аспектах жизни в стране после февральских терактов 1999 года в Ташкенте, а после андижанских событий 2005 года, власти начали массовые гонения и преследования всех религиозных людей, особенно религиозные меньшинства, кроме православных и «традиционных» умеренных мусульман. Особенно жёсткие гонения на свидетелей Иеговы происходили в период между второй половиной 2005 года и вплоть до конца 2016 года. В этот период происходили массовые задержания, обыски, уголовные дела и реальные сроки.
Между тем, с 90-х годов в Узбекистане имеется один город, где деятельность свидетелей Иеговы зарегистрировано и разрешено официально. Это город Чирчик, находящийся в нескольких километрах к северо-востоку от Ташкента. Здесь действует один Зал Царства, где помимо еженедельных собраний регулярно проводятся конгрессы, куда периодически съезжаются свидетели Иеговы со всего Узбекистана. Обстановка в стране со свободой вероисповедания (как и со свободой слова и правами человека) резко улучшилась после смерти многолетнего диктатора Ислама Каримова в 2016 году, и прихода вместо него на пост президента республики Шавката Мирзиёева. После смены власти в стране, систематические и агрессивные аресты, избиения, угрозы, обыски, административные и уголовные дела против свидетелей Иеговы со стороны правоохранительных органов постепенно сошли на нет, и на 2023 год, несмотря на фактически «неофициальное» положение в остальном Узбекистане кроме Чирчика, свидетели Иеговы мирно проводят свои собрания в частных домах, и проповедуют с осторожностью и осмотрительностью, так как в стране законодательно запрещено миссионерство. Религия и организация свидетелей Иеговы в Узбекистане как и в остальном цивилизованном мире не запрещены, и не имеют только легального статуса по всей стране. Конституция Республики Узбекистан гарантирует своим гражданам исповедовать любую религию, или не исповедовать никакую. Страна по Конституции является светской. Крупнейшие общины свидетелей Иеговы в Узбекистане имеются в Ташкенте и Ташкентской области, в Самарканде, в городах Ферганской долины, в Бухаре, Карши, Ургенче, Навои, Джизаке, Термезе и Нукусе, а общая численность узбекистанских свидетелей Иеговы варьируется примерно от 6 до 15 тысяч человек, среди которых не только русскоязычное население республики, но и традиционно считающиеся мусульманами узбеки, таджики, казахи и другие.

## Эстония
В Эстонии первые организации свидетелей Иеговы появились в 1930-х годах.
15 июня 1933 года в Эстонии было зарегистрировано «Общество Библии и трактатов Сторожевой башни» [далее — Общество], деятельность которого была запрещена 18 июля 1935 года. Общество обвинили в распространении политической пропаганды, оскорблениях в адрес главы государства, глав церкви и Лиги Наций и в создании общественного беспокойства слухами о грядущей войне.
Руководство Общества было обвинено в даче указаний для сокрытия запрещённой литературы, а также в том, что работник Общества, являющийся гражданином иностранного государства, оскорбил главу эстонского государства, Главнокомандующего войсками обороны и епископа лютеранской церкви, приказав также сжечь их фотографии. 
Было указано, что такая деятельность опасна для национальных и международных интересов Эстонии и общественного порядка, и что Общество отклонилось от зарегистрированного устава.
По воскресеньям по эстонскому радио передавались передачи «свидетелей Иеговы» на эстонском, русском, финском и шведском языках, трансляцию которых оплачивало Общество.
Учитель Таллинской церкви святого Иоанна (Tallinna Jaani Kogudus) Александр Штернфельдт (Aleksander Sternfeldt) протестовал против деятельности Общества в комиссии финансовых дел Госдумы, утверждая, что это движение антицерковное и антигосударственное. Помощник министра дорог Карл Юргенсон (Karl Jürgenson) на это возразил, что в учении свидетелей Иеговы он не находит ничего, кроме бессмыслицы и абсурда, однако эстонское радиовещание получает за них 800 000 центов в год. Другие члены комиссии единодушно поддержали его.
«Свидетели Иеговы» продолжили свою деятельность в Эстонии и во времена советской власти, и после восстановления независимости Эстонии.
В период с 1948 по 1951 год, в ходе массовых депортаций народов СССР, в Эстонии было арестовано и сослано в Сибирь на поселение 72 члена Общества. На фоне общих цифр насильно переселённых людей утверждение, что советская власть таким образом собиралась очистить Эстонию от «иеговистов», не выдерживает критики.
Устав недоходной организации «Эстонский союз приходов свидетелей Иеговы» был зарегистрирован в Эстонии 11 мая 2004 года.
В настоящее время в Эстонии проживает 4065 свидетелей Иеговы и в стране имеется 55 их приходов.
В августе 2014 года в Таллине, в Большом зале Рокка-аль-Маре (Rocca al Mare Suurhall), состоялся региональный конгресс свидетелей Иеговы, в котором приняло участие примерно 5000 человек из Эстонии, а также гости из Финляндии, США, России и Украины.
Масштабное мероприятие свидетелей Иеговы состоялось в Таллине 25 июня 2016 года. В ледовом холле «Тондираба» они молились, пели, общались, после чего организовали рядом с холлом пикник.
Самой известной скандальной историей последнего времени, связанной со «свидетелями Иеговы» в Эстонии, был случай смерти в 1997 году ребёнка, родители которого отвергли переливание крови родившемуся с резус-конфликтом младенцу. Результатом этого стало изменение законодательства Эстонии, разрешившее врачам осуществлять переливание крови детям без испрашивания разрешения у родителей (Закон об оказании услуг здравоохранения).
В целом в стране отношение к свидетелей Иеговы спокойное. Проблемы не создают и отказы юношей призывного возраста, граждан Эстонской республики, проходить срочную службу в эстонских войсках. Для этого есть альтернативная служба (asendusteenistus), продолжительность которой составляет 12 месяцев.